# Niigata-præfekturet
Niigata-præfekturet (新潟県 Niigata-ken) er et præfektur i Japan.
Præfekturet ligger i regionen Chūbu på nordkysten af den centrale del af Japans hovedø Honshū. Det har et areal på 12.582 km2
og et befolkningstal på 2.192.319 (2021) indbyggere. Hovedbyen og den største by er byen Niigata, som er en vigtig havneby. Præfekturet omfatter desuden øen Sado i det Japanske Hav.
Niigata er kendt for sin ris- og sakeproduktion, der regnes for at høre til Japans bedste. Området er bjergrigt og har kraftigt snefald om vinteren. Niigata har mange skisportanlæg. Japans længste flod, Shinano, har sit udløb i Niigata.